# Jan-Ove Waldner
Jan-Ove Waldner (Estocolmo, 3 de outubro de 1965) é um mesa-tenista sueco, campeão europeu (1996), mundial (1989 e 1997) e olímpico (1992).
Waldner revolucionou o esporte, ao segurar a raquete entre o polegar e o indicador, o que gerou um aumento expressivo na flexibilidade da batida e no giro da bola, principalmente no saque. Não a toa, ele é o único não-asiático campeão olímpico no tênis de mesa, e o primeiro mesa-tenista a ter conquistado o Grand Slam deste esporte (Campeonato Mundial, Copa do Mundo e o Ouro Olímpico), sendo até hoje o único não-chinês a ter conseguido este feito É também o único a ter conquistado o campeonato mundial sem ter perdido um único set.
É muito admirado na China por ter enfrentado e vencido várias gerações de jogadores chineses, fato que rendeu-lhe o apelido de árvore perenifólia. Por esse mesmo motivo é considerado por muitos como o Mozart ou até mesmo o Michael Jordan do tênis de mesa.

## Biografia

### Infância
Jan-Ove começou a praticar o esporte aos com 6 anos de idade junto com seu irmão, Kjell-Åke, no clube Spårvägens GoIF em 1972 a convite de dois jogadores do clube. Já desde cedo mostrava-se um jogador habilidoso, e uma amostra disto é que chegou duas vezes vice-campeão no Campeonato Europeu de Jovens nos anos de 1979 e 1980. No verão de 1980, Waldner e Erik Lindh viajaram durante sete semanas de treinamentos na China. Então, se tornou o primeiro jogador a ganhar três vezes o Campeonato Europeu de Jovens, nos anos de 1981, 1982 e 1983.
Em 1982, Waldner fez sua primeira participação no Campeonato Europeu da categoria adulto. Nas quartas de final derrotou Stellan Bengtsson (campeão mundial de 1971) e nas semifinais venceu seu ídolo Tibor Klampar. Seu colega de equipe, Mikael Appelgren, também surpreendeu a todos ao ganhar de grandes jogadores como Gabor Gergely e Istvan Jonyer e chegar à decisão. Na final entre os suecos, Waldner venceu os dois primeiros sets, contudo a experiência de seu compatriota prevaleceu e Appelgren conquistou o título daquele ano. Essa campanha garantiu a Waldner um lugar na seleção sueca.

### Carreira
Em 1987, no Mundial de Nova Déli, a equipe sueca conseguiu chegar a final contra a equipe chinesa. Entretanto, Waldner ficou doente e não jogou na final, que foi vencida pela China por 5 a 0. Dias depois, apesar de ainda doente, Waldner decidiu jogar a competição individual. Nas quartas de final ganhou de Chen Longcan e nas semifinais de Teng Yi. Na final contra o defensor do título Jiang Jialiang, Waldner ganhou o primeiro set, mas o chinês equilibrou o jogo e venceu o seu segundo título mundial.
No Mundial de Dortmund (1989), Waldner foi campeão mundial por equipes, junto com Jörgen Persson e Mikael Appelgren, numa final histórica, em que os suecos ganharam de 5 a 0 da China. Na competição individual, Waldner bateu seu compatriota Jörgen Persson.
Em 1992, nos Jogos Olímpicos de Barcelona, Waldner ganhou o ouro olímpico na competição individual, assim, tornado-se o primeiro e único não oriental a ser campeão olímpico no tênis de mesa. Em toda a competição individual, perdeu apenas um único set, no jogo contra o alemão Jörg Roßkopf.
Em 1996, finalmente ganhou tão esperado título europeu, superando na final seu compatriota Jörgen Persson. Em 1997, ganhou seu segundo título mundial individual de forma impressionante, sem perder um único set, vencendo na final o bielorrusso Vladimir Samsonov.
Em 2000, no campeonato mundial por equipes, juntamente com Jörgen Persson e Peter Karlsson, ganharam na final contra a equipe chinesa formada por Kong Linghui, Liu Guoliang e Liu Guozheng. Nos Jogos Olímpicos de Sydney ganhou nas semifinais do defensor do título Liu Guoliang e chegou à final individual, que perdeu para o chinês Kong Linghui, ficando com a prata.
Em 2004, nos Jogos Olímpicos de Atenas, então com 38 anos, provou ser ainda um dos melhores do mundo, chegando às semifinais e eliminando grandes jogadores como Ma Lin e Timo Boll. Nas semifinais perdeu para Ryu Seung Min, e na disputa pela medalha de bronze, perdeu para Wang Liqin. Essa campanha memorável foi acompanhada pelo casal real da Suécia, o Rei Carlos XVI Gustavo e a Rainha Sílvia.
Suas últimas competições internacionais foram em 2006, quando então decidiu se aposentar da seleção sueca. Com sua aposentadoria, montou um restaurante sueco chamado "W Bar" em Pequim.

### Jogos Históricos
Em 1995, quando a Suécia enfrentou a China na final do Mundial disputado em Tienjing, Waldner ganhou suas 2 partidas, mas a Suécia acabou derrotada por 3x2. Waldner venceu suas duas partidas de forma brilhante chegando a calar os espetadores e colocar muita tensão na final. Talvez uma destas duas vitórias possa ilustrar sua competência e talento. Ele enfrentou no seu primeiro jogo Wang Tao, conhecido por seu jogo a base de bloqueios e contra-ataques. Waldner usou a estratégia de se defender. Começa o jogo com Waldner sacando bolas longas, nas esquinas da mesa. Depois, ele devolvia todos os serviços de Wang Tao com bolas longas e também nas esquinas. Um show de estratégia, técnica, concentração e habilidade.
Um outro exemplo parecido com esse aconteceu na final do Mundial na Inglaterra quando Waldner venceu na final o ainda jovem soviético Vladimir Samsonov. Todos conheciam a maestria dos golpes e jogadas controladas de Samsonov. Um jogador extraordinário no controle ofensivo, mas com muito mais eficiência nas Trocas de Bolas e jogo defensivo no lado do seu backhand. Sabendo disso Wandner “martelou” o jogo todo com bolas no lado do forehand de Samsonov. Tirou Sansonov da sua zona de conforto e conquistou o título de forma brilhante.